# 塔什干電車
塔什干有軌電車網絡，是烏茲別克斯坦首都塔什干公共交通系統的一部分。
該網絡於1901年與馬車一起開放。自1912年以來，該系統改造為電動有軌電車。截至2016年，該網絡由六條87.8公里（54.6英里）的線路組成。與電車系統最多時有24條線路相比有所下降。
塔什干市長拉赫曼別克·烏斯曼諾夫於2016年3月29日宣布，該網絡將在年底前關閉，以便為更多汽車讓路，以助於減少首都內部的交通堵塞。市經營電車公司Tashgorpastrans還計劃出售其分別於2007年和2011年收購的30台KTM-19和20台Vario LF電車。該系統於2016年5月2日關閉。